# Tinajo
Tinajo é um município da Espanha na província de Las Palmas, comunidade autónoma das Canárias. Tem 135,3 km² de área e em 2021 tinha 6 447 habitantes (densidade: 47,6 hab./km²). Em Mancha Blanca encontra-se a ermida de Nossa Senhora das Dores, padroeira da ilha de Lanzarote.

## Demografia
| Variação demográfica do município entre 1991 e 2004 | Variação demográfica do município entre 1991 e 2004 | Variação demográfica do município entre 1991 e 2004 | Variação demográfica do município entre 1991 e 2004 |
| --------------------------------------------------- | --------------------------------------------------- | --------------------------------------------------- | --------------------------------------------------- |
| 1991                                                | 1996                                                | 2001                                                | 2004                                                |
| 3517                                                | 3755                                                | 4512                                                | 5123                                                |